# Emmanuel García
Emmanuel García Vaca (28 de diciembre de 1989, Zamora, Michoacán, México) es un exfutbolista mexicano. Jugaba de Lateral izquierdo y su último equipo fue el Club Atlético San Luis de la Primera División de México.

## Trayectoria

### Inicios Monarcas Morelia y Reboceros de La Piedad
Emmanuel se integró a las fuerzas básicas del Monarcas Morelia en el año 2001, donde empezó en las categorías Sub-12 y Sub-15, sin embargo salió en el 2005 por problemas de Disciplina.
En el año 2006, fue enviado a los Reboceros de La Piedad para las categorías Sub-17 y Sub-20, en el año 2009, debido a sus grandes actuaciones en categorías inferiores, debuta con el primer equipo, el 18 de julio de 2010 en el partido de La Piedad vs Estudiantes de Altamira.

### Tiburones Rojos de Veracruz
Para el Apertura 2013, al comprar la franquicia de los Reboceros el Veracruz decidió mandar al jugador para el primer equipo donde se convirtió en titular indiscutible con el equipo.

### Club de Fútbol Pachuca
El 11 de junio de 2016 se hace oficial el traspaso de Emmanuel a Pachuca, la transacción fue de 4 millones de dólares, de cara al Clausura 2016. Actualmente ya cuenta con 2 títulos uno en 2016 ganando la liga y el más reciente fue el 28 de abril de 2017 ganando la liga de campeones CONCACAF scotiabank

## Palmarés
| Título           | Club      | País   | Año  |
| ---------------- | --------- | ------ | ---- |
| Ascenso MX       | La Piedad | México | 2013 |
| Liga Bancomer MX | Pachuca   | México | 2016 |

### Campeonatos internacionales
| Título                     | Club    | País   | Año     |
| -------------------------- | ------- | ------ | ------- |
| Concacaf Liga de campeones | Pachuca | México | 2016/17 |

### Distinciones individuales
| Distinción                             | Año  |
| -------------------------------------- | ---- |
| Once Ideal de la Liga MX Clausura 2016 | 2016 |